# ハートランドビール
ハートランドビール（Heartland Beer）は、麒麟麦酒が1986年より醸造、出荷をしているピルスナースタイルの麦芽100%（オールモルト）非熱処理（生）ビールであり、プレミアムビールである。瓶にはキリンビールの名（ブランド）を表に記さない商品である。容器は他の大手ビール瓶と同様にリターナブル瓶であり、酒販店に持ち込めば一本あたり5円のデポジットが返却されることになっている。

## 概要
ハートランドビールは、同社が提供していたテレビ朝日のグルメ番組『愛川欽也の探検レストラン』がきっかけで醸造されはじめる。当初、ハートランドビールはテレビ朝日直営のレストラン「たべたか樓」だけでしか飲めないビールとして開発された、麦芽100%、アロマホップ100%のビールである。ビアホール「ハートランド」オープン時には、そこでも飲めるようになった。ハートランドビアホールオープン当初は“生”の大ジョッキ、小ジョッキと“500ml”瓶のみの販売であり、途中から穴ぐらではアルトビールも販売開始した。
1987年には缶ビールの販売も行い、全国展開も行ったが、1991年には缶ビールの販売を終了した。缶ビールのCMではハートランドの歌（ドリーム・アカデミー「イン・ザ・ハート」）もあった。
2025年8月現在、ハートランドビールは、樽と瓶（500ml・330ml）でしか販売されていない。
また、キリンビール横浜工場がある神奈川県のみの地域限定で上面醗酵の「ハートランド・アルトビール」という当時の日本では極めて珍しいビールも販売されていた。

### 外観
デザイナーの レイ吉村 の手によるもの。アメリカのハートランドと言われるシカゴ周辺にそびえている大樹をイメージしたデザインが瓶と缶に描かれている。瓶は500mlと330mlの2サイズで、いわゆる大瓶に相当する容量の製品は存在しない。色は透明なエメラルドグリーンで、胴部にラベルは無く、瓶そのものに大樹の意匠がエンボス手法であしらわれている。細長い首の部分に帯状のラベルがあり、ここに原材料等が記されている。王冠にも緑で大樹のマークが施されている。この特殊な外観から、れっきとした純国産であるにもかかわらず、ビールに詳しくない店舗などでは「海外ビール」として扱われてしまうことが多々ある。

### 味
味は、ボディが軽めだがキレがよく、爽やかな香りとあいまって清々しいビールになっている。

## ビアホール
1980年代のキリンビールの多角化経営の一環として六本木6丁目にビアホール「ハートランド・穴ぐら」が1986年10月にオープン。1ヵ月後に「つた館」もオープン。1990年12月に閉館となるまでの4年2ヶ月間の来客者数は55万人である。六本木6丁目の再開発計画に合わせて閉館したと言われている。
大正時代初期にドイツ人が設計した蔦が絡まっている洋館「つた館」と、かつてニッカウヰスキーが使っていたウイスキー原酒貯蔵庫跡「穴ぐら」で構成されていた。ハウスビールであるハートランドビールが提供される他、ビアホール「つた館」内では音楽や演劇のライブイベントが定期的に実施されていた。
「穴ぐら」はオープン後数ヶ月してから壁面に「タンク」と呼ばれる個室が出来た。これは元はウィスキーの貯蔵タンクだったものに床だけアクリルで平らにしたもの。

## コンセプトショップ
2003年4月25日、かつてビアホール「ハートランド」が存在した地に六本木ヒルズが開業すると同時に六本木ヒルズ内に「Neighborhood Bar」というコンセプトで「HEARTLAND」が開店。ニューヨークなど最先端な店舗を参考にし、DJが音楽を流すスタンディングバーという形態をとっている。この店は、店自体のプロデュースをキリンビールが行い、森ビルに提案した。森ビルは、キリンビール社員が支配人となる条件で承諾し、キリンビールはその条件を受け入れた。テナントはフォーシーズ。5年間の営業を経て2008年一旦閉店し、同年に新コンセプトで再開店した。2014年1月6日をもってBAR HEARTLANDを閉店。